# فرودگاه ملی چیلپانسینگو
فرودگاه ملی چیلپانسینگو (به انگلیسی: Chilpancingo National Airport) یک فرودگاه همگانی مسافربری است که یک باند فرود آسفالت دارد و طول باند آن 1,406 x 20 متر است. این فرودگاه در کشور انگلستان قرار دارد و در ارتفاع ۱۲۷۹ متری از سطح دریا واقع شده‌است.